# Zesbandgroefbij
De zesbandgroefbij (Halictus sexcinctus) is een vliesvleugelig insect uit de familie Halictidae. De wetenschappelijke naam van de soort is voor het eerst geldig gepubliceerd in 1775 door Fabricius.